# Berbeo (ort)
Berbeo är en ort i Colombia.   Den ligger i departementet Boyacá, i den centrala delen av landet, 130 km nordost om huvudstaden Bogotá. Berbeo ligger 1 350 meter över havet och antalet invånare är 266.
Terrängen runt Berbeo är bergig västerut, men österut är den kuperad. Runt Berbeo är det ganska glesbefolkat, med 21 invånare per kvadratkilometer. Närmaste större samhälle är Miraflores, 4,0 km sydväst om Berbeo. I omgivningarna runt Berbeo växer i huvudsak städsegrön lövskog.